# Gustav Petrat
Gustav Petrat (ur. 12 listopada 1924 w Wierzbołowie, zm. 19 listopada 1948 w Landsberg am Lech) – zbrodniarz hitlerowski, członek załogi niemieckiego obozu koncentracyjnego Mauthausen-Gusen i SS-Rottenführer.
Urodzony w Wierzbołowie (Litwa). Członek Waffen-SS, walczył na froncie wschodnim od grudnia 1943 do maja 1944. W maju 1944 Petrat został, na skutek odniesionych ran, skierowany do kompleksu obozowego Mauthausen, gdzie pełnił służbę w 16 kompanii wartowniczej i odpowiadał za psy strażnicze. Znęcał się nad więźniami. Petrat zastrzelił również kilkunastu więźniów podczas ewakuacji Mauthausen.
10 maja 1945 został w Linzu aresztowany przez Amerykanów. W procesie załogi Mauthausen (US vs. Franz Kofler i inni) przed amerykańskim Trybunałem Wojskowym w Dachau Petrat skazany został na karę śmierci. Wyrok wykonano przez powieszenie 19 listopada 1948 w więzieniu Landsberg.